# تيرمي فيلياتوري
تيرمي فيلياتوري (بالإيطالية: Terme Vigliatore)‏ هي بلدية في مقاطعة ميسينا في صقلية الإيطالية.

## السكان
في سنة 1861 بلغ عدد السكان 2٬848 نسمة، وتطور العدد ليصل في سنة 2011 لـ 7٬213 نسمة.
يظهر هذا المخطط البياني تطور النمو السكاني لـ تيرمي فيلياتوري